# Badiera virgata
Badiera virgata är en jungfrulinsväxtart. Badiera virgata ingår i släktet Badiera och familjen jungfrulinsväxter.

## Underarter
Arten delas in i följande underarter:
- B. v. alternifolia
- B. v. virgata
- B. v. scabridula